# یانوش گارائی (شمشیرباز)
یانوش گارائی (انگلیسی: János Garay؛ ۲۳ فوریه ۱۸۸۹ – ۵ مارس ۱۹۴۵) شمشیرباز اهل مجارستان بود.